# Stijn Baert
Stijn Baert (Lokeren, 14 oktober 1983) is een Belgisch econoom, arbeidsmarktdeskundige en professor aan de Universiteit Gent en Universiteit Antwerpen.

## Studies en werk
Baert studeerde burgerlijk ingenieur en economische wetenschappen aan de Universiteit Gent. Hij stond mee aan de wieg van Student Kick-Off. Baert behaalde in 2013 zijn doctoraat in de economische wetenschappen, handelend over succesfactoren in de overgang van school naar werk. Hij is tevens een gespecialiseerd in discriminatie op de arbeidsmarkt.
In juli 2018 stond hij in het middelpunt van de politieke actualiteit door een hervorming van de werkloosheidsuitkeringen voor te stellen als compromis tussen de standpunten de vier partijen van de regering-Michel I. Dit voorstel werd uiteindelijk het speerpunt van de zogenaamde arbeidsdeal van de regering. Ook nadien bleef hij wegen op het maatschappelijk debat omtrent arbeidsmarktgerelateerde thema's. In 2020 stond Baert op de tweede plaats gerangschikt in een studie naar thought leadership in Vlaanderen.
Stijn Baert ontving reeds verschillende wetenschappelijke bekroningen en was in 2016 opgenomen in de IDEAS top 20 (top 0,1%) van jonge economen wereldwijd. Ook in 2020 rangschikt IDEAS hem bij de 50 economisten (top 0,1%) met de hoogste wetenschappelijke impact ter wereld binnen zijn leeftijdscategorie.
Stijn Baert is een van de zes onafhankelijke experts die als relancecomité de Vlaamse Regering moeten bijstaan bij de relance van de economie naar aanleiding van de coronacrisis.
- MusicBrainz: 5c5f71cc-03ea-4abb-aff9-d159b21cb95c